# Robert Mohrhoff
Robert Mohrhoff (* 23. Februar 1918; † 23. August 2014 in Hannover) war ein deutscher Staatssekretär in Niedersachsen und leitete die Niedersächsische Staatskanzlei von 1976 bis 1983.
Mohrhoff war verheiratet und hat eine Tochter.

## Auszeichnungen
- 1984: Großes Bundesverdienstkreuz